# Anua amideta
Anua amideta är en fjärilsart som beskrevs av Turner 1903. Anua amideta ingår i släktet Anua och familjen nattflyn. Inga underarter finns listade i Catalogue of Life.